# 1 Belgijska Brygada

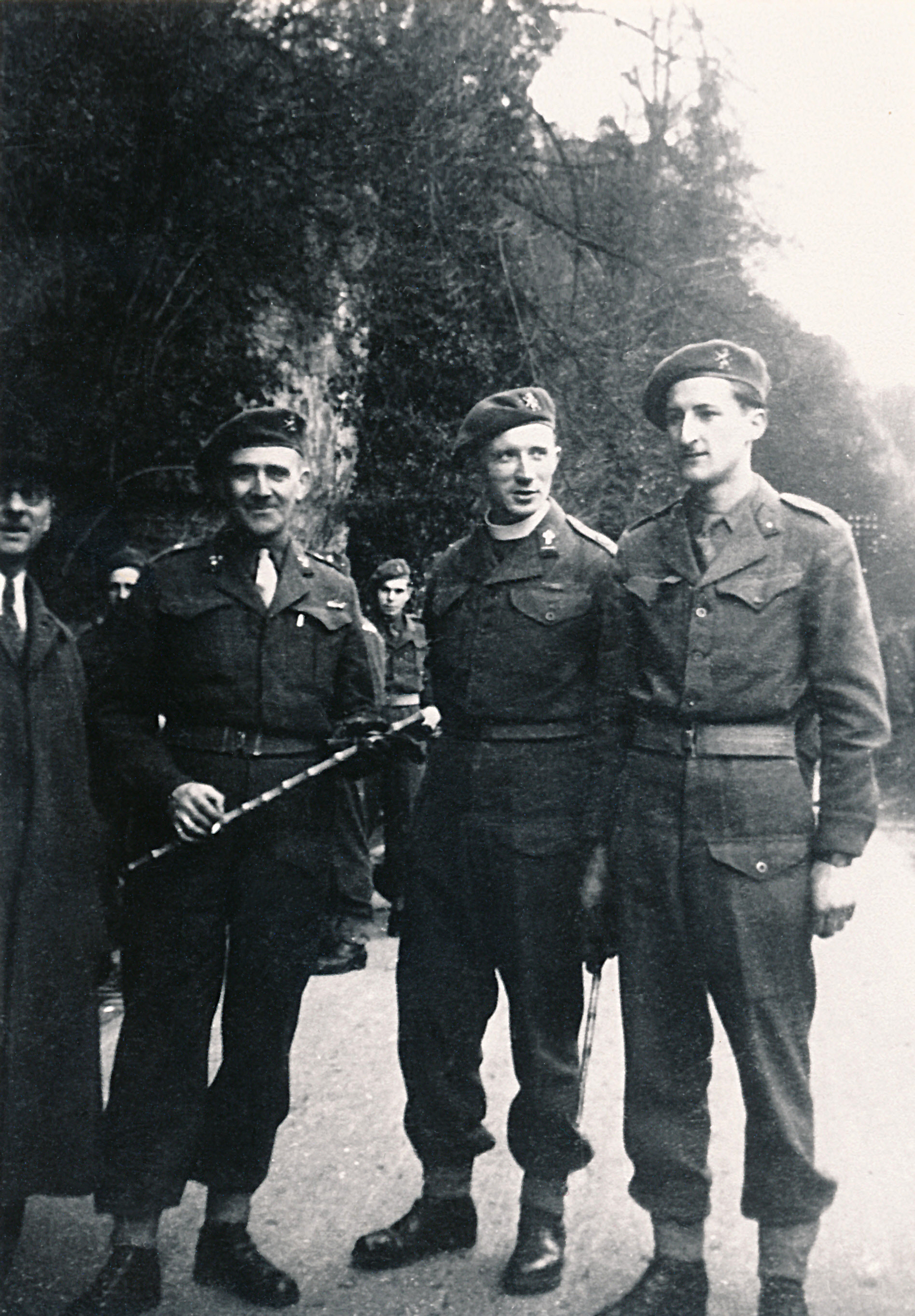
Oficerowie i kapelan 1 Belgijskiej Brygady

1 Belgijska Brygada, zwana też Brygadą Pirona – belgijska formacja zbrojna walcząca u boku aliantów zachodnich podczas II wojny światowej

## Geneza
Po agresji Niemiec na Belgię 10 maja 1940 r. władze belgijskie 22 maja wysłały do Londynu misję wojskową pod kierownictwem gen. Victora van Strydonck de Burkela. W wyniku rozmów utworzono w miejscowości Penally w Walii obóz dla oficerów i żołnierzy belgijskiej armii, którym udałoby się przedostać do Wielkiej Brytanii. Po kapitulacji Belgów 28 maja, gen. V. van Strydonck de Burkel został mianowany komendantem obozu, zaś w czerwcu 1940 r. – dowódcą Belgijskich Sił Zbrojnych w Wielkiej Brytanii. W sierpniu spośród ok. 700 żołnierzy belgijskich przebywających w obozie w Penally sformowano Oddział Bojowy i Oddział Saperski, połączone następnie w 1 Kompanię Strzelecką. Wkrótce powstały też 2 i 3 Kompanie Strzeleckie. 8 listopada utworzono Kompanię Sztabową. Pod koniec grudnia oddziały te zostały połączone w 1 Batalion Strzelecki liczący 825 ludzi. W związku z dopływem nowych ochotników 3 stycznia 1941 r. powstała Bateria Artylerii, zaś na pocz. lutego – Szwadron Samochodów Pancernych. 15 lutego Belgowie uczestniczyli w uroczystej paradzie przed Hubertem Pierlotem, premierem belgijskiego rządu na uchodźstwie. Pod koniec czerwca w skład jednostki włączono kompanię sformowaną z Belgów mieszkających w Kanadzie. Belgijscy żołnierze prowadzili coraz aktywniejsze szkolenie bojowe, otrzymując systematycznie kolejne partie sprzętu wojskowego. Pod koniec kwietnia 1942 r. otrzymali oni pierwsze zadanie bojowe – Szwadron Samochodów Pancernych miał patrolować wybrzeże walijskie w rejonie Pembrey i Kidwelly. W tym czasie tytuł najwyższego oficera, odpowiedzialnego za organizację i szkolenie 1 Batalionu Strzeleckiego, otrzymał mjr Jean-Baptiste Piron. W sierpniu z jednostki odeszli ochotnicy do samodzielnych oddziałów Commando, tworzonych przez Brytyjczyków spośród Belgów, Holendrów, Norwegów, Francuzów i Polaków. 23 września mjr J.B. Piron objął dowództwo 1 Batalionu Strzeleckiego.

## Powstanie Brygady
Na przełomie grudnia 1942 r. i stycznia 1943 r. Belgijskie Siły Zbrojne w Wielkiej Brytanii zostały przeorganizowane, w wyniku czego 1 Batalion Strzelecki przemianowano na 1 Belgijską Brygadę. Składała się ona z trzech oddziałów zmotoryzowanych (w sile wzmocnionej kompanii), po ok. 300 żołnierzy każdy. W końcu marca w ramach baterii artylerii sformowano pododdział luksemburski liczący 70 ludzi, b. żołnierzy armii Luksemburga. Latem dowództwo alianckie podjęło decyzję o udziale Brygady w walkach z Niemcami na kontynencie. Od stycznia 1944 r. Belgowie ćwiczyli operacje desantowe w rejonie miejscowości Ramsgate. W związku z tym otrzymała one nowe uzbrojenie, przeznaczone do walk frontowych. 29 lipca przyszedł rozkaz przemaszerowania do Tilbury i przygotowania się do zaokrętowania.

## Walki z Niemcami

### Kampania we Francji
1 Belgijska Brygada 7 i 8 sierpnia 1944 r. wylądowała na wybrzeżu francuskiej Normandii w Arromanches (pojazdy) i Courseulles (żołnierze). Została przydzielona do brytyjskiej 6 Dywizji Spadochronowej pod dowództwem gen. mjr. Roya Gale’a wchodzącej w skład 1 Armii Kanadyjskiej gen. Harry’ego Crerara. Pierwszą misją Belgów, stanowiących rezerwę brytyjskich spadochroniarzy, było patrolowanie lewego brzegu rzeki Orne. Od 13 sierpnia znajdowali się oni w kontakcie bojowym z wojskami niemieckimi. 17 sierpnia Brygada rozpoczęła działania ofensywne, zajmując w ciężkich walkach miejscowości Franceville, Cabourg, Auberville, Villers-sur-Mer, Deauville, Touques, Honfleur. Ciężkie walki w Normandii trwały do pierwszych dni września, kiedy Brygada przeszła do Arras.

### Wyzwolenie Belgii
Kolejnym miejscem walki była ojczyzna, której granica została przekroczona 3 września w miejscowości Rongy. Następnego dnia wydzielone pododdziały Brygady w sile ok. 200 ludzi wraz z wojskami brytyjskimi osiągnęły przedmieścia Brukseli, witane przez tłumy mieszkańców. Wkrótce została opanowana cała stolica Belgii. 8 września wyzwolono Liège, a następnie Tienen, Roosbeek i Sint-Truiden. Dowódcy Brygady, mjr. J.B. Pironowi, wizytę złożył w Brukseli marszałek Bernard Law Montgomery, gratulując sukcesów podczas walk w Normandii i Belgii. Od 11 września Belgowie przeszli pod zwierzchnictwo brytyjskiej 8 Brygady Pancernej ze składu XXX Korpusu. Następnego dnia opanowali obóz jeniecki w miejscowości Leopoldsburg, z którego uwolnili ponad 900 jeńców.

### Kampania w Holandii
22 września zmieniono podległość na VIII Korpus i Brygada weszła na terytorium Holandii w rejonie Maaseyk. Tam przeszła z kolei pod rozkazy kanadyjskiego II Korpusu, otrzymując oddział wsparcia złożony z czołgów i niszczycieli czołgów. 5 października jednostkę wizytował niespodziewanie belgijski książę-regent. W tym okresie prowadziła ona ciężkie walki nad kanałem Wessem, ponosząc spore straty. 31 października przeszła pod zwierzchnictwo brytyjskiej 53 Dywizji Piechoty. Przeniesiono ją wówczas w rejon miejscowości Hussel i Elf.

### Reorganizacja
17 listopada Belgowie zostali wycofani na odpoczynek w rejon Leuven. 20 listopada przeszli do Belgii w rejon miejscowości Sint-Niklaas – Hamme – Temse. Tam przeprowadzono reorganizację Brygady według wzorów brytyjskich. Szwadron Samochodów Pancernych i Bateria Artylerii zostały rozwinięte do wielkości pułku, zaś Kompania Saperska stała się 1 Batalionem Saperów. Trzy dotychczasowe oddziały zmotoryzowane przeorganizowano w bataliony piechoty zmotoryzowanej. Skład organizacyjny Brygady, liczącej ok. 2,5 tys. ludzi, był następujący:
- dowództwo i sztab
- kompania sztabowa
- trzy bataliony piechoty zmotoryzowanej, każdy mający kompanię sztabową, cztery kompanie fizylierów, grupę moździerzową (6 moździerzy), grupę ppanc. (6 działek ppanc.), grupę saperów i grupę zmechanizowaną (13 transporterów Bren-Carrier)
- samodzielna kompania karabinów maszynowych (12 ckm i 6 moździerzy)
- kompania transportowo-zaopatrzeniowa
- kompania remontowa
- szpital polowy
- kompania żandarmerii wojskowej
- grupa brytyjskich oficerów łącznikowych

### Dalszy ciąg kampanii w Holandii
Pod koniec marca 1945 r. Brygada wznowiła działania wojenne na obszarze Holandii w rejonie Lommel. Wydzielono z niej 2 batalion, który działał samodzielnie i dołączył do reszty jednostki już po zakończeniu wojny. Od 3 kwietnia Brygada podlegała zwierzchnictwu kanadyjskiej 5 Dywizji Pancernej ze składu I Korpusu kanadyjskiego. Walczyła wówczas nad rzeką Waal. 21 kwietnia odwiedził ją belgijski minister obrony narodowej Léon Mundeleer. 23 kwietnia miał miejsce ostatni atak Niemców na pozycje Brygady zajmowane nad Mozą. 5 maja o północy zaczęło obowiązywać zawieszenie broni aż do kapitulacji wojsk niemieckich 8 maja. Zastała ona Belgów w rejonie miejscowości Culemborg.

### Epilog
W połowie maja Brygada przeszła na terytorium Niemiec, rozpoczynając ich okupację (okolice Lüdenscheid koło Münster). 15 grudnia została rozwiązana.
Została odznaczona belgijskim i francuskim krzyżami wojennymi.